# ヘンオクタコンタン
| ヘンオクタコンタン | ヘンオクタコンタン |
| ------------------ | ------------------ |
| CH3(CH2)79CH3      |                    |
| IUPAC名            | ヘンオクタコンタン |
| 分子式             | C81H164            |
| 分子量             | 1138.1689          |
| CAS登録番号        | 7667-89-2          |

ヘンオクタコンタン (Henoctacontane) とは、直鎖状のアルカンの1種。炭素原子が81個、分岐することなく一列に連なっている。分子式はC81H164。分子量は1138.1689。